# Майстер і Маргарита (фільм 2024)
«Майстер і Маргарита» (рос. Мастер и Маргарита) — російський фентезійно-драматичний фільм за мотивами роману Михайла Булгакова «Майстер і Маргарита» (1967) з Августом Ділем у головній ролі та режисером Майклом (Михайлом) Локшиним.
Реліз фільму кілька разів переносився, і він вийшов 25 січня 2024 року, отримавши загалом позитивні відгуки.

## Опис
Москва, 1930-ті роки.
Твори видатного письменника раптово потрапляють під цензуру радянської держави, а прем'єру його театральної п'єси про Понтія Пілата скасовують з ідеологічних причин. Його виключають зі Спілки радянських письменників, і він швидко перетворюється на вигнанця без засобів до виживання.
Натхненний своєю коханою Маргаритою, він починає працювати над новим романом, у якому всі герої сатирично переосмислені з його життя. Центральним героєм роману є Воланд — містична темна сила, яка відвідує радянську Москву як турист і мстить усім, хто став причиною краху письменника.
У міру того, як письменник все глибше занурюється у свій роман, додаючи себе і Маргариту як персонажів, він поступово перестає помічати, як межа між реальністю та його уявою зникає.

## Акторський склад

### Головний акторський склад
- Август Діль — Воланд, диявол, який відвідує Москву
- Євген Циганов — Майстер, письменник
- Юлія Снігір — Маргарита, кохана Майстра
- Юрій Колокольников — Коров'єв, права рука Воланда
- Олексій Розін — Азазелло, снайпер в оточенні Воланда
- Поліна Ауг — Гелла, сукуб в оточенні Воланда
- Ілля Попов — Абаддон, демон війни в оточенні Воланда
- Бегемот — Юрій Борисов (озвучення), створений за допомогою CGI, а його «реаліті»-версію зіграв мейн-кун на ім'я Кєша[3].

### Другорядні ролі
- Леонід Ярмольник — доктор Стравінський, керівник божевільні
- Ігор Верник — Георгій Бенгальський, ведучий Театру естради
- Марат Башаров — Степан Лиходєєв, режисер Театру естради
- Олексій Гуськов — барон Майгель, жертва
- Євген Князєв — Михайло Берліоз, голова літературної бюрократії МАССОЛІТ (Масова соціалістична література)
- Данило Стеклов — Іван Бездомний, наївний молодий поет, якого Воланд вперше зустрічає в Москві
- Олександр Яценко — Алоїзій, журналіст, друг письменника
- Дмитро Лисенков — Латунський, один із критиків, які руйнують кар'єру письменника
- Павло Ворожцов — Іван Варенуха, домоправитель Театру естради
- Валерій Кухарешин — Григорій Римський, скарбник Театру естради
- Денис П'янов — Никанор Босий, голова будинкового комітету
- Аркадій Коваль — Арчибальд Арчибальдович, директор ресторану
- Микита Тарасов — слідчий НКВД
- Софія Сініцина — Фріда
- Клаес Бенг — Понтій Пілат, головний герой роману Майстра
- Аарон Водовоз — Єшуа Га-Ноцрі, персонаж роману Майстра
- Дмитро Воронцов — Герцог Жак, перший гість на балу Воланда

## Виробництво
У 2018 році було оголошено, що фільм перебуває у виробництві, а проєктом керують два російські продюсери: Рубен Дішдішян та Ігор Толстунов. Режисером став російський режисер Микола Лебедєв. Однак до 2020 року проєкт так і не запрацював. На якомусь етапі Лебедєв покинув проєкт.
Натомість Михайло Локшин написав новий сценарій разом з Романом Кантором у 2020 році та поставив фільм у 2021 році. Новий сценарій переплітає роман із життям Булгакова. Фільм мав робочу назву Воланд. Продюсерами виступили Рубен Дішдішян, Ігор Толстунов і Леонард Блаватнік. У липні 2021 року було оголошено, що Август Діль зіграє Воланда.
Зйомки почалися в липні 2021 року в Москві, Санкт-Петербурзі та на Мальті і завершилися в жовтні 2021 року.
Mars Media оголосила, що фільм вийде 1 січня 2023 року, а Universal Pictures виступить дистриб'ютором.
У серпні 2022 року було оголошено, що дату виходу фільму перенесуть на кінець 2023 року через те, що студія Universal Pictures залишає Росію через російське вторгнення в Україну та проблеми з фінансуванням постпродакшну фільму. У липні 2023 року було оголошено, що фільм буде знову перенесено на 25 січня 2024 року.
У квітні 2023 року продюсери оголосили, що змінять назву фільму з «Воланда» на «Майстер і Маргарита».